# Farinera Costa
La Farinera Costa és una fàbrica modernista de Vic (Osona), obra d'Enric Sagnier, protegida com a Bé Cultural d'Interès Local.

## Descripció
Edifici civil. Fàbrica de planta rectangular amb cossos més elevats al centre i als extrems laterals. Consta de planta baixa i tres pisos. A l'antiga façana hi ha un baix relleu al nivell del primer pis on hi figura Sant Jordi matant al drac. A la planta baixa hi ha dues portes tapiades. L'entrada principal es troba en una part lateral de l'edifici. És construïda amb totxo i arrebossat al damunt marcant la maçoneria, hi ha elements de ressalt de totxo vermell. Cal destacar les balconades dels cossos més alts, ja que les baranes dels balcons són decorades amb escultures d'animals (porcs senglars) i rodejats d'elements vegetals. Les finestres de la fàbrica són rectangulars i les obertures dels portals d'arc rebaixat. L'estat de conservació és mitjà.

## Història
Fàbrica situada al carrer Morgades el qual fou l'antic camí del gasòmetre i circumvalació.
L'edifici en un principi es destinà a fàbrica d'embotits, com podem palesar pels elements ornamentals de la façana. Més tard fou farinera i posteriorment la fàbrica de pinsos Costa, la qual només feia servir una part de les dependències que ofereix la fàbrica.
El 2007 cessà l'activitat i més tard l'Ajuntament de Vic n'adquirí la propietat. Des del 2010 és el Centre d'Arts Visuals de Vic.